# Iñaki Gastón
Pour les articles homonymes, voir Gaston.
Iñaki Gastón (Gaston en basque) Crespo, né le 25 mai 1963 à Bilbao, est un coureur cycliste espagnol des années 1980-1990.

## Biographie
Il a remporté plusieurs étapes du Tour d'Espagne et la Classique de Saint-Sébastien. En 1991, il est le quatorzième coureur à terminer les trois grands tours durant la même année,,.

## Palmarès

### Palmarès amateur
- 1982
  - Leintz Bailarari Itzulia
  - 3e du Bizkaiko Bira
  - 3e du Trofeo El Corte Inglés
- 1983
  - 3e de la Subida a Gorla

### Palmarès professionnel
- 1984
  - 2eb étape du Tour de la Communauté valencienne
  - 2eb et 6e étapes du Tour d'Aragon
  - Clásica a los Puertos
  - Prueba Villafranca de Ordizia
  - Tour de La Rioja :
    - Classement général
    - 1re et 3eb (contre-la-montre) étapes

  - 2e de la Subida a Arrate
  - 2e du Tour des vallées minières
  - 3e de Subida a Urkiola
  - 3e du GP Llodio
  - 3e de l'Escalade de Montjuïc
  - 6e de la Classique de Saint-Sébastien
  - 10e du Grand Prix du Midi libre
  - 10e du Tour de Lombardie
- 1985
  - Subida a Arrate
  - 3e étape du Tour de l'Aude
  - Prueba Villafranca de Ordizia
  - Clásica de Sabiñánigo
  - 2e du Tour de l'Aude
  - 2e de la Classique de Saint-Sébastien
  - 2e de la Clásica a los Puertos
  - 3e de la Klasika Primavera
  - 3e de la Ruota d'Oro
  - 6e de Tirreno-Adriatico
- 1986
  - Subida a Arrate
  - Classique de Saint-Sébastien
  - 2e du Trophée Luis Puig
  - 2e du Tour de Burgos
  - 3e du Tour d'Andalousie
  - 6e de Paris-Nice
- 1987
  - 8e étape du Tour d'Espagne
  - Tour des Asturies :
    - Classement général
    - Prologue, 1reb, 2e et 3e étapes

  - 3e étape de la Bicyclette basque
  - 4eb étape du Tour de Galice
  - Hucha de Oro
  - 2e du Grand Prix de Navarre
  - 2e du Tour de Galice
  - 2e du Tour de La Rioja
  - 3e de la Bicyclette basque
  - 3e du Tour de Catalogne
  - 9e de Paris-Nice
- 1988
  - 4e et 7e étapes de la Semaine catalane
  - 1re et 13e étapes du Tour d'Espagne
  - Prologue du Tour de Galice
  - 3e de la Semaine catalane
- 1989 
  - Classement général du Tour d'Aragon
  - 3e du Tour de Galice
  - 7e du Tour d'Espagne
- 1990
  - Classement général de la Semaine catalane
  - Klasika Primavera
  - 3eb étape du Tour d'Aragon (contre-la-montre)
  - 5e étape du Tour de Catalogne
  - 2e du Tour d'Aragon
  - 2e du Tour de La Rioja
  - 3e de la Subida al Naranco
  - 3e de l'Escalade de Montjuïc
  - 4e du Tour du Pays Basque
  - 8e du Grand Prix de Zurich
- 1991
  -  Classement de la montagne du Tour d'Italie
  - 5e de la Classique de Saint-Sébastien
  - 9e de la Flèche wallonne
- 1992
  - 2e de la Semaine catalane
  - 3e de la Klasika Primavera
- 1993
  - 2e étape de la Semaine catalane
  - 3e du Trofeo Palma de Mallorca
  - 4e de la Classique de Saint-Sébastien

### Résultats sur les grands tours

#### Tour de France
8 participations
- 1985 : 38e
- 1986 : 75e
- 1987 : abandon (13e étape)
- 1988 : 112e
- 1989 : abandon (10e étape)
- 1991 : 61e
- 1992 : abandon (13e étape)
- 1993 : 78e

#### Tour d'Italie
1 participation
- 1991 : 23e,  vainqueur du classement de la montagne

#### Tour d'Espagne
10 participations
- 1985 : 21e
- 1986 : 12e
- 1987 : 12e, vainqueur de la 8e étape
- 1988 : 35e, vainqueur des 1re et 13e étapes
- 1989 : 7e
- 1990 : 14e
- 1991 : 14e
- 1992 : abandon (11e étape)
- 1993 : 11e
- 1994 : 58e